# New Basket Brindisi
Le New Basket Brindisi est un club italien de basket-ball, basé dans la ville de Brindisi, dans les Pouilles en Italie. Le club évolue en Serie A, soit le premier échelon du championnat d'Italie de basket-ball.

## Bilan sportif

### Palmarès
| Compétitions nationales                                                                                       | Compétitions internationales |
| - Championnat d'Italie de D2 : - Vainqueur (2) : 2010, 2012. - Coupe d'Italie de D2 : - Vainqueur (1) : 2012. | - Néant                      |

## Joueurs et personnalités du club

### Entraîneurs
Le tableau suivant présente la liste des entraîneurs du club depuis 2002.
| Rang | Nom               | Période              |
| ---- | ----------------- | -------------------- |
| 1    | Renato Sabatino   | 2002-févr. 2003      |
| 2    | Piero Pasini      | févr. 2003-juin 2003 |
| 3    | Gianfranco Patera | juin 2003-févr. 2004 |
| 4    | Massimo Bianchi   | févr. 2004-juin 2005 |

| Rang | Nom                  | Période              |
| ---- | -------------------- | -------------------- |
| 5    | Waldi Medeot         | juin 2005-déc. 2005  |
| 6    | Giampaolo Di Lorenzo | déc. 2005-févr. 2006 |
| 7    | Tony Trullo          | févr. 2006-juin 2007 |
| 8    | Paolo Moretti        | juin 2007-janv. 2008 |

| Rang | Nom                  | Période              |
| ---- | -------------------- | -------------------- |
| 9    | Andrea Spinetti      | janv. 2008           |
| 10   | Giovanni Perdichizzi | janv. 2008-déc. 2010 |
| 11   | Luca Bechi           | déc. 2010-juin 2016  |
| 12   | Romeo Sacchetti      | juin 2016-juin 2017  |

| Rang | Nom                 | Période             |
| ---- | ------------------- | ------------------- |
| 13   | Sandro Dell'Agnello | juin 2017-déc. 2017 |
| 14   | Francesco Vitucci   | déc. 2017-2023      |
| 15   | Fabio Corbani (it)  | 2023                |
| 16   | Marco Esposito (it) | 2023                |
| 17   | / Dragan Šakota     | 2023-2024           |
| 18   | Piero Bucchi (it)   | 2024-               |

### Effectif actuel (2023-2024)
L'effectif 2023-2024 est dirigé par Fabio Corbani.

### Joueurs emblématiques
- Alade Aminu
- Joe Crispin (en)
- Bobby Dixon
- Jerome Dyson
- Jonathan Gibson
- Otis Howard (en)
- Ron Lewis
- Cliff Pondexter (en)
- Omar Thomas
- Earl Williams
- Massimo Bulleri
- Nikola Radulović
- Andrea Zerini
- Yakhouba Diawara
- Hervé Touré
- Đorđe Gagić
- Delroy James (en)
- Kenny Kadji
- Alejandro Muro

## Sponsoring
- 2004-2008 : Prefabbricati Pugliesi Brindisi
- 2008-2017 : Enel Brindisi
- 2018- : Happy Casa Brindisi